# Marcus Cornelius Nigrinus Curiatius Maternus
Marcus Cornelius Nigrinus Curiatius Maternus (* vor 51 n. Chr.; † nach 97 n. Chr.) war ein römischer Militär und Politiker. 

## Leben
Nigrinus war ein Ritter und stammte aus Liria in der Tarraconensis. Unter Vespasian wurde er in den Senat aufgenommen. Er war Statthalter in der Provinz Gallia Aquitania und soll Suffektkonsul um das Jahr 83 gewesen sein. Er war konsularer Legat der römischen Provinz Moesia (Mösien), nach der Teilung der Provinz von Moesia inferior (Niedermösien). In den Donaukriegen bewährte er sich und wurde zweimal mit den höchsten Auszeichnungen ausgestattet, wenn man von den ornamenta triumphalia absieht; er erhielt nämlich je vier coronae, je vier hastae purae und je vier vexilla. Nigrinus war damit nach derzeitiger Kenntnis der höchstdekorierte General Domitians.
Den Höhepunkt seiner Laufbahn erreichte Nigrinus mit der Legatur in der Provinz Syria. Durch ein Militärdiplom ist er erstmals für das Jahr 93 als Statthalter in der Provinz nachgewiesen; er blieb in dieser Funktion bis zum Jahr 97. Er galt als aussichtsreicher Bewerber für die Thronfolge nach Kaiser Nerva und somit als schärfster Konkurrent Trajans. Infolge eines Usurpationsversuchs – er soll den Prätorianerpräfekten Casperius Aelianus durch „Bestechung“ zur Rebellion angestiftet haben – wurde Nigrinus aus der Provinz abgezogen. Nach Trajans Herrschaftsantritt zog er sich in seine Heimat Liria zurück.